# اندروید ۱۲
اندروید ۱۲ (به انگلیسی: Android 12) که دوازدهمین نسخه اصلی و نوزدهمین نسخه اندروید است، یک سیستم‌عامل برای تلفن‌های همراه است که توسط اتحادیه گوشی باز به سرپرستی گوگل ساخته شده‌است. این سیستم‌عامل در روز ۱۸ مه ۲۰۲۱ توسط شرکت گوگل معرفی شد. اندروید ۱۲ به‌طور عمومی در ۴ اکتبر ۲۰۲۱ و از طریق پروژه منبع باز اندروید (AOSP) و برای پشتیبانی از دستگاه‌های گوگل پیکسل در ۱۹ اکتبر ۲۰۲۱ منتشر شد.بر اساس آماری که گوگل در ماه اوت منتشر کرد تنها ۱۳.۳ درصد دستگاه ها مجهز به اندروید ۱۲ هستند.

## تاریخچه

لوگوی اندروید ۱۲ برای پیش‌نمونه توسعه‌دهندگان و نسخه بتا

اندروید ۱۲ (با اسم رمز مخروط برفی) در ۱۸ فوریه ۲۰۲۱ در یک پست در وبلاگ اندروید معرفی شد. یک پیش‌نمونه توسعه‌دهندگان بلافاصله منتشر شد. دو پیش‌نمونه دیگر برای دو ماه آینده برنامه‌ریزی شد. پس از آن، چهار نسخه بتای ماهانه برنامه‌ریزی شد که اولین آن در ماه مه عرضه می‌شد. آخرین مورد از آنها در ماه اوت عرضه می‌شد و نسخه اصلی قرار بود در مدت کوتاهی پس از آن در دسترس باشد.
دومین نسخه از نسخه پیش‌نمونه توسعه‌دهندگان اندروید ۱۲ در ۱۷ مارس ۲۰۲۱ منتشر شد و بعد از آن در ۲۱ آوریل ۲۰۲۱ سومین نسخه از پیش‌نمونه توسعه‌دهندگان اندروید ۱۲ انتشار یافت. اولین بتای اندروید ۱۲ در ۱۸ مه ۲۰۲۱ منتشر شد و در ۲ ژوئن ۲۰۲۱ دومین بتای اندروید ۱۲ انتشار یافت. که در ۲۳ ژوئن یک بروزرسانی رفع اشکال به بتا ۲٫۱ را دریافت کرد. سپس سومین بتا در ۱۴ ژوئیه ۲۰۲۱ منتشر شد، که در ۲۶ ژوئیه یک بروزرسانی رفع اشکال به بتا ۳٫۱ را دریافت کرد. چهارمین بتا نیز در ۱۱ اوت ۲۰۲۱ منتشر شد. بتای پنجم، که در نقشه راه اصلی برنامه‌ریزی نشده بود، در ۸ سپتامبر ۲۰۲۱ منتشر شد. نسخه پایدار اندروید ۱۲ در ۴ اکتبر در پروژه منبع باز اندروید منتشر شد و در ۱۹ اکتبر، مصادف با رویداد رونمایی از پیکسل ۶، به صورت عمومی عرضه شد.

## اندروید ۱۲ال

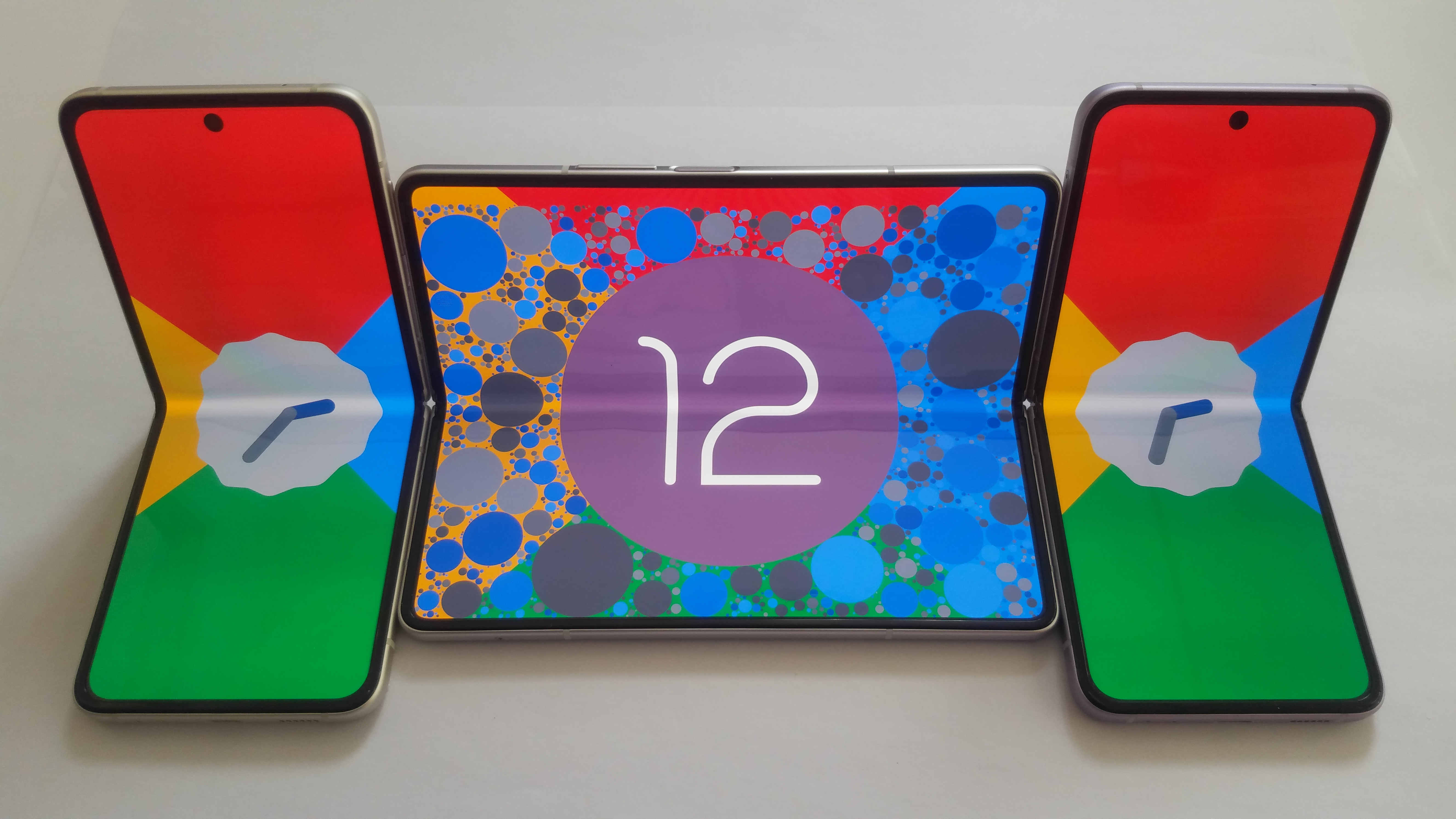
اندروید 12

در اکتبر سال ۲۰۲۱، گوگل اندروید ۱۲ال را معرفی کرد، انتشار موقت اندروید ۱۲ که شامل پیشرفت‌های خاص برای گوشی‌های هوشمند تاشو، تبلت‌ها، صفحه نمایش‌های دسکتاپ و کروم‌بوک‌ها و اصلاحات رابط کاربری در صفحه نمایش بزرگتر است. عرضه آن در اوایل ۲۰۲۲ پیش‌بینی شده‌است. پیش‌نمونه توسعه‌دهندگان ۱ اندروید ۱۲ال در اکتبر ۲۰۲۱ منتشر شد؛ سپس نخستین بتا در دسامبر ۲۰۲۱، دومین بتا در ژانویه ۲۰۲۲ و سومین بتا در فوریه ۲۰۲۲ منتشر شد. نسخه پایدار اندروید ۱۲ال در ۷ مارس ۲۰۲۲ برای تبلت‌ها منتشر شد و در همان تاریخ با نام «اندروید ۱۲٫۱» برای گوشی‌های هوشمند پیکسل عرضه شد.

## ویژگی‌ها
- اشتراک آسان‌تر وای-فای
- پشتیبانی از تصاویر AVIF
- طراحی متریال «۳٫۰»
- آرت از طریق گوگل پلی به اجزای اصلی سیستم‌عامل قابل بروزرسانی اضافه شده و به قابلیت‌های دیگر اپلیکیشن‌های موجود می‌افزاید[۲۷][۹]

### رابط‌کاربری
به گفته شرکت گوگل زبان برنامه‌نویسی اندروید ۱۲ تغییر یافته و از نسل جدید زبان برنامه‌نویسی Material You بهره می‌برد. تفاوت‌های ظاهری اندروید ۱۲ با اندروید ۱۱ در آیکون‌های اپلیکیشن بزرگ‌تر، افزایش انیمیشن‌ها و سبک جدید ویجت صفحه خانگی خلاصه می‌شود. یک ویژگی جدید به نام «مونه» به سیستم‌عامل اجازه می‌دهد تا به‌طور خودکار یک تم رنگی برای منوهای سیستم و برنامه‌های پشتیبانی شده با استفاده از رنگ تصویر زمینه کاربر ایجاد کند. خانه هوشمند و کیف پول که در اندروید ۱۱ به منوی پاور نقل مکان کرده بودند، در اندروید ۱۲ دوباره به‌همراه دستیار صوتی گوگل برای نگه داشتن دکمه روشن/خاموش به نوار اعلان‌ها برگشته‌اند.
ویژگی ثبت اسکرین‌شات طولانی در اندروید ۱۲ به‌طور پیش‌فرض قرار دارد.
علاوه بر رابط‌کاربری، ویجت‌ها نیز در اندروید ۱۲ با زبان طراحی جدید Material You بروزرسانی شده‌است.

### سکو
بهبود عملکرد در سرویس‌های سیستم مانند WindowManage ,PackageManager، سرور سیستم و وقفه‌ها صورت گرفته‌است. همچنین این سیستم‌عامل قابلیت دسترسی را برای کسانی که کم‌بینا یا نابینا هستند فراهم می‌کند. آرت به Project Mainline اضافه شده‌است و امکان سرویس دهی به آن را از طریق پلی استور فراهم می‌کند.
در اندروید ۱۲ پشتیبانی از صدای فراگیر و MPEG-H 3D Audio اضافه شده و از رمزگذاری فیلم HEVC برای سازگاری معکوس با برنامه‌هایی که از آن پشتیبانی نمی‌کنند پشتیبانی می‌کند. فرمت جدید API با نام «درج محتوای غنی» مانند کلیپ‌بورد توانایی انتقال متن فرمت شده و رسانه بین برنامه‌ها را تسهیل می‌بخشد. فروشگاه‌های برنامه‌های شخص ثالث در حال حاضر توانایی بروزرسانی برنامه‌ها بدون اینکه به‌طور مداوم از کاربر درخواست اجازه کنند را دارند.

### امنیت
در اندروید ۱۲، توابع یادگیری ماشینی در سطح سیستم‌عامل در جعبه‌های شنی واقع در «هسته محاسباتی خصوصی اندروید» قرار می‌گیرند که مشخصا از دسترسی به شبکه‌ها منع شده‌است.
اپلیکیشن‌هایی که درخواست استفاده از داده‌های مکان را دارند اکنون می‌توانند فقط به‌صورت «تقریبی» به داده‌های مکان نه‌چندان «دقیق» دسترسی داشته باشند. کنترل‌هایی برای جلوگیری از استفاده برنامه‌ها از دوربین و میکروفون به ضامن تنظیمات سریع اضافه شده‌است و اگر فعال باشند نیز یک شاخص بر روی صفحه نمایش نشان داده می‌شود.

## [۳۴]منابع
1. 1 2 3  "Android 12 has been released to the Android Open Source Project". Engadget. Retrieved November 19, 2021.
2. ↑  "Android Source". Google Git. Retrieved November 1, 2021.
3. ↑  "Android Security Bulletin—January 2022".
4. ↑  "Android 12". Android Developers. Retrieved 2021-02-18.
5. 1 2  "What's new in Android 12 Beta". Android Developers Blog (به انگلیسی). Retrieved 14 June 2021.
6. ↑  "Google's brand new Android 12 operating system launches today". TechCrunch. Retrieved November 19, 2021.[پیوند مرده]
7. ↑  "Android 12's dessert name is confirmed to be Snow Cone".
8. ↑  «مخروط برفی یا Snow Cone نام عجیب اندروید ۱۲». باشگاه خبرنگاران جوان. ۱۳۹۹/۱۱/۲۸ - ۱۱:۰۲. دریافت‌شده در 2022-03-19. تاریخ وارد شده در |تاریخ= را بررسی کنید (کمک)
9. 1 2  "First preview of Android 12". Android Developers Blog (به انگلیسی). Retrieved 21 February 2021.
10. ↑  "Developer Android first Android 12 Dp1". February 18, 2021.
11. ↑  "First Android 12 DP 1". February 23, 2021.
12. ↑  "Android 12 Developer Preview". Android Developers (به انگلیسی). Retrieved February 21, 2021.
13. ↑  "Android 12 Developer Preview 2". Android Developers Blog (به انگلیسی). Retrieved 14 June 2021.
14. ↑  "Android 12 Developer Preview 3". Android Developers Blog (به انگلیسی). Retrieved 14 June 2021.
15. ↑  "Android 12 Beta 2 Update". Android Developers Blog (به انگلیسی). Retrieved 14 June 2021.
16. ↑  "Google releases Android 12 Beta 2.1 with bug fixes". gsmarena.com. June 23, 2021.
17. ↑  "Android 12 Beta 3 and final APIs". Android Developers Blog (به انگلیسی). Retrieved July 26, 2021.
18. ↑  "Android 12 Beta 3.1 rolling out with Pixel bug fixes". July 26, 2021.
19. ↑  "Android 12 Beta 4 promotes order over chaos". The Verge. August 11, 2021.
20. ↑  "Android 12 Beta 5 update, official release is next!".
21. ↑  "Android 12 gets a surprise release today alongside the Pixel 6 debut". October 19, 2021.
22. ↑  "12L and new Android APIs and tools for large screens". Android Developers Blog (به انگلیسی). Retrieved November 15, 2021.
23. ↑  Mihalcik, Carrie (October 27, 2021). "Google Android 12L update will bring improved features to tablets, foldable phones". سی‌نت. Retrieved October 29, 2021.{{cite web}}:  نگهداری CS1: url-status (link)
24. ↑  Li, Abner (October 27, 2021). "Google unveils Android 12L for foldables, tablets, & Chrome OS; emulator developer preview today". 9to5Google. Retrieved October 29, 2021.{{cite web}}:  نگهداری CS1: url-status (link)
25. ↑  "12L Developer Preview". Android Developers.
26. ↑  Amadeo, Ron (7 March 2022). "Android 12L is official as "Android 12.1," rolling out now to Pixel phones". Ars Technica (به انگلیسی). Retrieved 8 March 2022.
27. ↑  "Android 12 Features". androidauthority. February 18, 2021. Retrieved February 18, 2021.
28. ↑  "Android 12 automatically themes your UX from your wallpaper". xda-developers (به انگلیسی). 2021-05-18. Retrieved 2021-05-19.
29. 1 2 3 4 5 6 7 8  Bohn, Dieter (2021-05-18). "Android 12 preview: first look at Google's radical new design". The Verge (به انگلیسی). Retrieved 2021-05-19.
30. ↑  "Android 12's new Material You UI is partly live in the first beta". Android Police (به انگلیسی). 2021-05-18. Retrieved 2021-05-19.
31. 1 2 3 4 5  Bohn, Dieter (2021-02-18). "Android 12 developer preview is available now with many under-the-hood updates". The Verge (به انگلیسی). Retrieved 2021-05-19.
32. ↑  Li, Abner (October 29, 2021). "Google Calendar, News, and Fi getting new Material You widgets for Android 12". 9to5Google (به انگلیسی). Retrieved October 29, 2021.
33. ↑  "Android 12 will finally let alternative app stores update apps on their own". xda-developers (به انگلیسی). May 20, 2021. Retrieved September 21, 2021.
https://source.android.com/docs/
34. ↑  کریمی، معین (۲۰۲۵-۰۴-۱۵). «پایان عمر اندروید 12: دیگر خبری از آپدیت گوگل نخواهد بود». گجت نیوز. دریافت‌شده در ۲۰۲۵-۰۶-۰۹.